# 南雲交流道
南雲交流道為臺灣國道三號交流道，位於臺灣南投縣竹山鎮中和里，指標為250k，交流道型式採用單點鑽石型，並且興建連絡道路（投47線）連接台3線（集山路三段）用以紓解竹山交流道假日壅塞情況。
此外，竹山交流道與其南側斗六交流道相距達16.5公里，包括竹山鎮南端、鄰近的彰化縣二水鄉、雲林縣林內鄉，均缺乏較便捷的交流道供民眾進出，故興建此交流道，往竹山方向已於2016年5月2日通車（往二水方向尚未興建）。
現今為南投縣、彰化縣與雲林縣三縣之間的交通樞紐，前往杉林溪、溪頭、太極峽谷的遊客，便可從此交流道出入，雖現已設置竹山交流道，但無論平日或假日都有大量觀光車輛進出，常於尖峰時段造成交通壅塞。原有彰南大橋之計畫銜接至此匝道北端；2022年，二水民意提出利用既有縣道141線彰雲大橋增設國道3號交流道案，獲交通部長王國財允諾，轉而評估於彰雲大橋增設林內交流道，以提升二水及林內地區的交通。
|      | 250 南雲 |           | 竹山 林內 |
| 南下 | 250 南雲 | 二水 田中 |           |
| 北上 | 250 南雲 | 杉林溪    |           |

## 外部連結
- 國道三號南雲交流道示意圖 （页面存档备份，存于）（交通部高速公路局）
- 國道3號增設南雲（竹山）交流道工程（页面存档备份，存于）